# Craig Campbell (tenor)

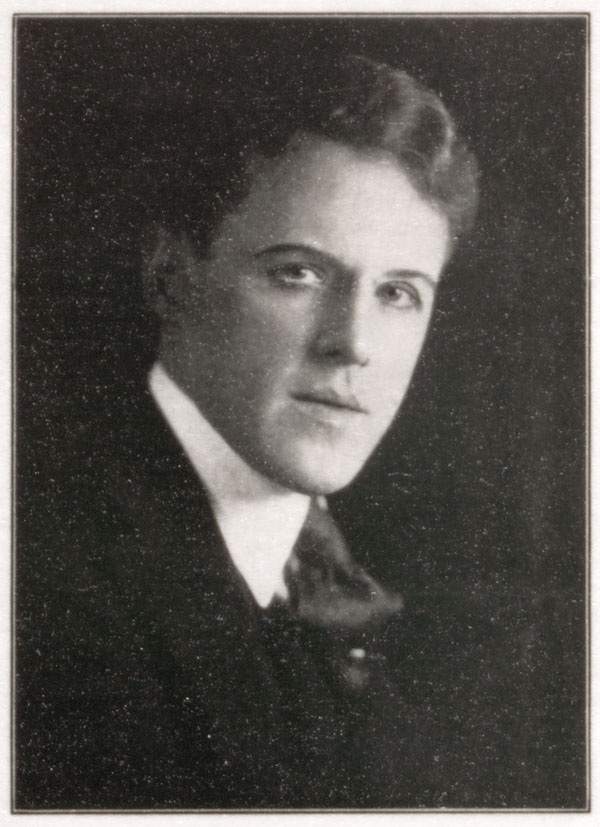
Craig Campbell

Robert Craig Campbell (1878 - 1965) foi um tenor canadense que realizava operetas em todo o Canadá e Estados Unidos.